# Курйель, Роберт

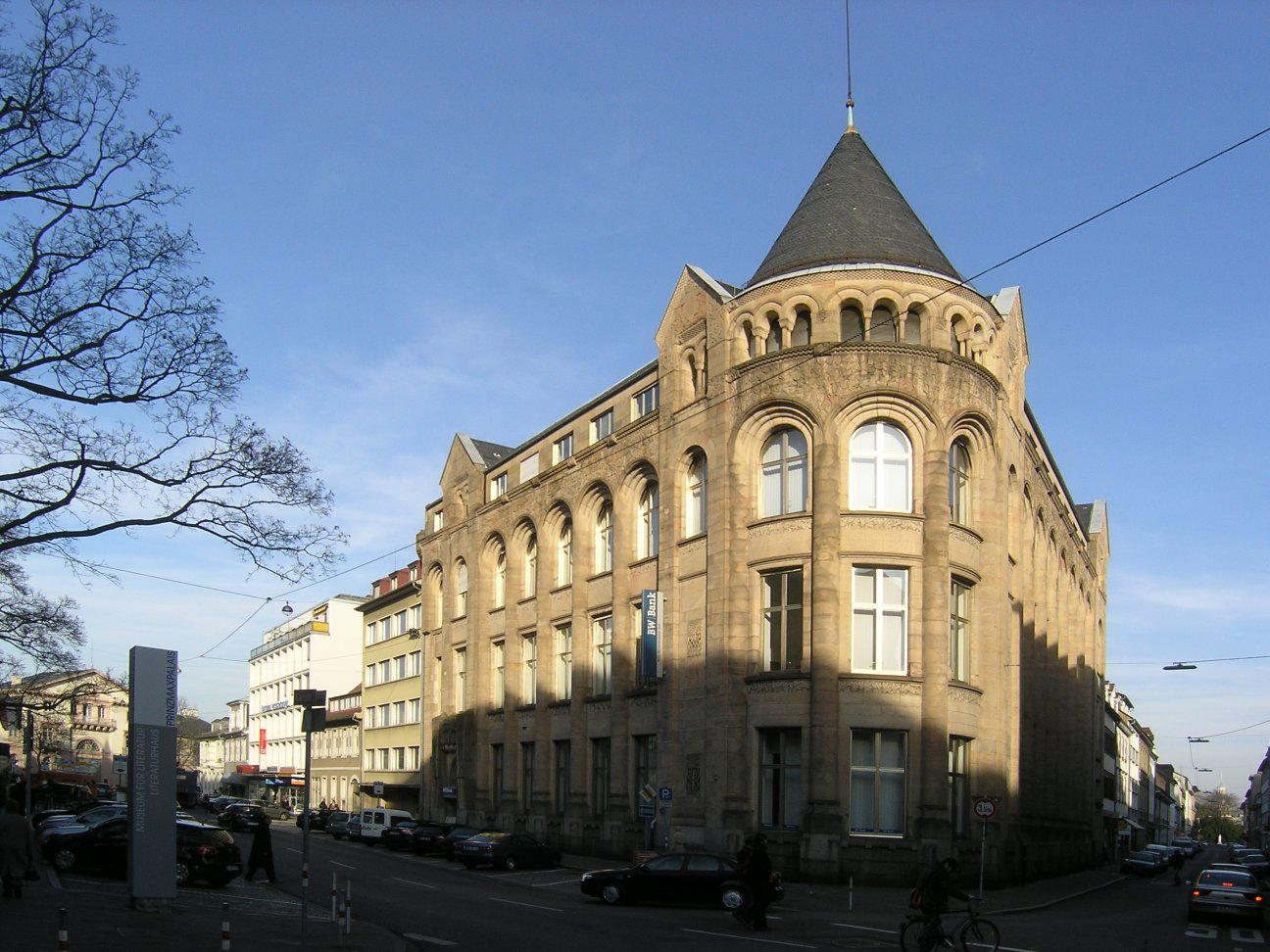
Банковский дом Файта Л. Хомбургера в Карлсруэ

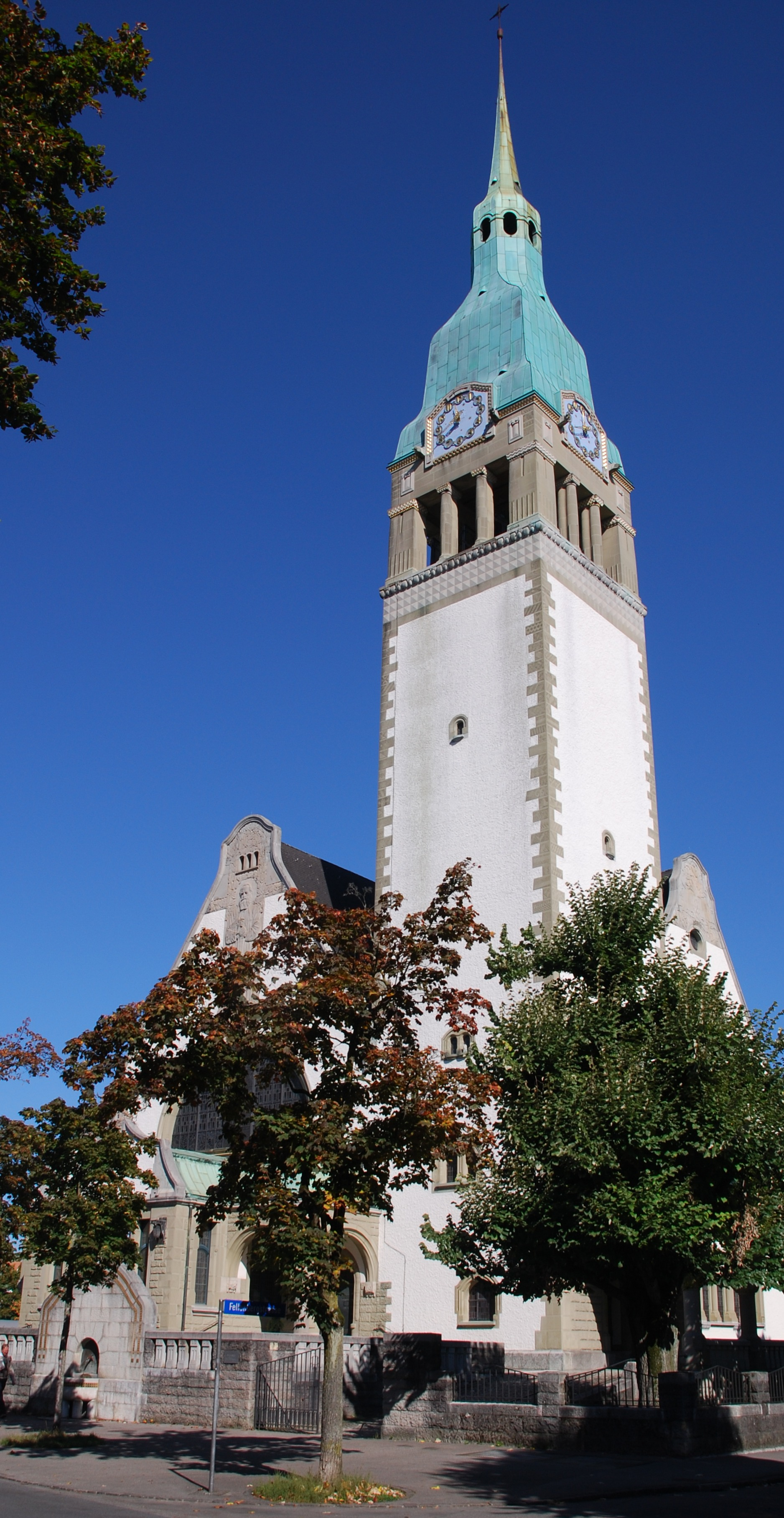
Церковь св. Павла в Берне

Ро́берт Курйе́ль (нем. Robert Curjel; 17 декабря 1859, Санкт-Галлен — 18 августа 1925, Эмметтен, Нидвальден) — швейцарский архитектор датского происхождения. В 1870 году принял немецкое гражданство.
Учился в Техническом университете Карлсруэ у Фридриха Эйзенлоха, Йозефа Дурма, Генриха Ланга и Отто Варта и в Мюнхенском техническом университете у Фридриха фон Тирша. После этого работал в Висбадене, где познакомился с Карлом Мозером. После двухлетнего пребывания в Берлине, где он сотрудничал с Хансом Гризебахом, Роберт Курйель основал в Карлсруэ в 1888 году совместно с Карлом Мозером архитектурное сообщество «Курйель и Мозер», которое работало до 1915 года. С 1916 года работал на «Баубунд Бадена».

## Здания и конструкции
1888-1915 — Арх.бюро «Курйель и Мозер»
- 1892-1893: Церковь св.Иоанна в Берне
- 1894: Эйнштейн-хаус в кантоне Арау
- 1895: Санкт-Себастьян в Веттингене
- 1896-1897: Вилла Бовери в Бадене
- 1899-1900: Вилла Лангматт в Бадене
- 1897-1900: Церковь Христа в Карлсруэ
- 1898-1901: Церковь св. Павла в Базеле
- 1898-1902: Католическая церковь Св. Михаила в Цуге
- 1900: Католическая церковь Св. Павла в Люцерне
- 1901-1904: Протестантская церковь Св. Иоанна и дом пастора в Линденхофе.
- 1902-1904: Евангелическая церковь, в Штраубенцелле
- 1902-1903: Дом Юнкера (вилла Оттили) в Карлсруэ, Ludwig-Marum-Straße 10
- 1902-1905: Церковь св. Павла в Берне
- 1904-1910: Дом искусств в Цюрихе
- 1905-1907: Евангелическая лютеранская церковь в Карлсруэ
- 1906-1911(?): Швейцарбильд в Шаффхаузене
- 1908: Католическая церковь Св. Антона в Цюрихе
- 1908: Протестантская церковь в Дегерсхайме
- 1911: Протестантская церковь в Флавиле
- 1907: Здание евангелического Совета Церквей в Верхнем Карлсруэ
- 1908-1911: Вилла Хэммерле в Дорнбирне, Оберндорф
- 1910-1913: Базель-Бадишер-Банхоф — один из железнодорожных вокзалов Базеля.
- 1911-1914: Университет строительства Цюрихского университета
- 1913: Строительство зданий городских медицинских страховых компаний в Карлсруэ
- 1913-1915: Выставочный зал и концертный зал в Карлсруэ

После 1915 года:
- Евангелическая Церковь Христа в Оберурзеле, в Гессене
- Административное здание торговой палаты в Карлсруэ